# نيكلاس شليغل
نيكلاس شليغل هو لاعب هوكي الجليد سويسري، ولد في 3 أغسطس 1994 في زيورخ في سويسرا.

## وصلات خارجية
- نيكلاس شليغل على موقع EliteProspects.com (الإنجليزية)